# اوکون-زاکورا
اوکون-ساکورا (به ژاپنی: 鬱金 ウコン ukon)  یا ساکورای زرد نام علمی بر اساس کتاب ساکورای ژاپن 
(Cerasus lannesiana 'Grandiflora' A.Wagner) یک نوع درخت ساکورا است. زمان شکوفایی گل آن نسبتاً دیر و در اواسط ماه آوریل است. از نظر کلروپلاست یا سبزدیسه به گیوایکو شباهت دارد. در میان صدها نوع درخت ساکورا اوکون-ساکورا تنها نوعی است که رنگ گل آن زرد رنگ است. رنگ غنچهٔ آن صورتی کمرنگ است همچنین نزدیک به ریختن رنگ وسط آن کم‌کم صورتی می‌شود.
- تعداد گلبرگ:۱۵-۲۰ عدد
- رنگ: زرد مایل به سبز
- قطر گل: ۳٫۸ تا ۴٫۶ سانتیمتر
- زمان گل‌دهی:اواسط تا اواخر ماه آوریل نسبتاً دیر هنگام است.
- محل نمونه:پارک شینجوکو گیوئن، باغ گیاه‌شناسی جنگل تاما

## نگارخانه

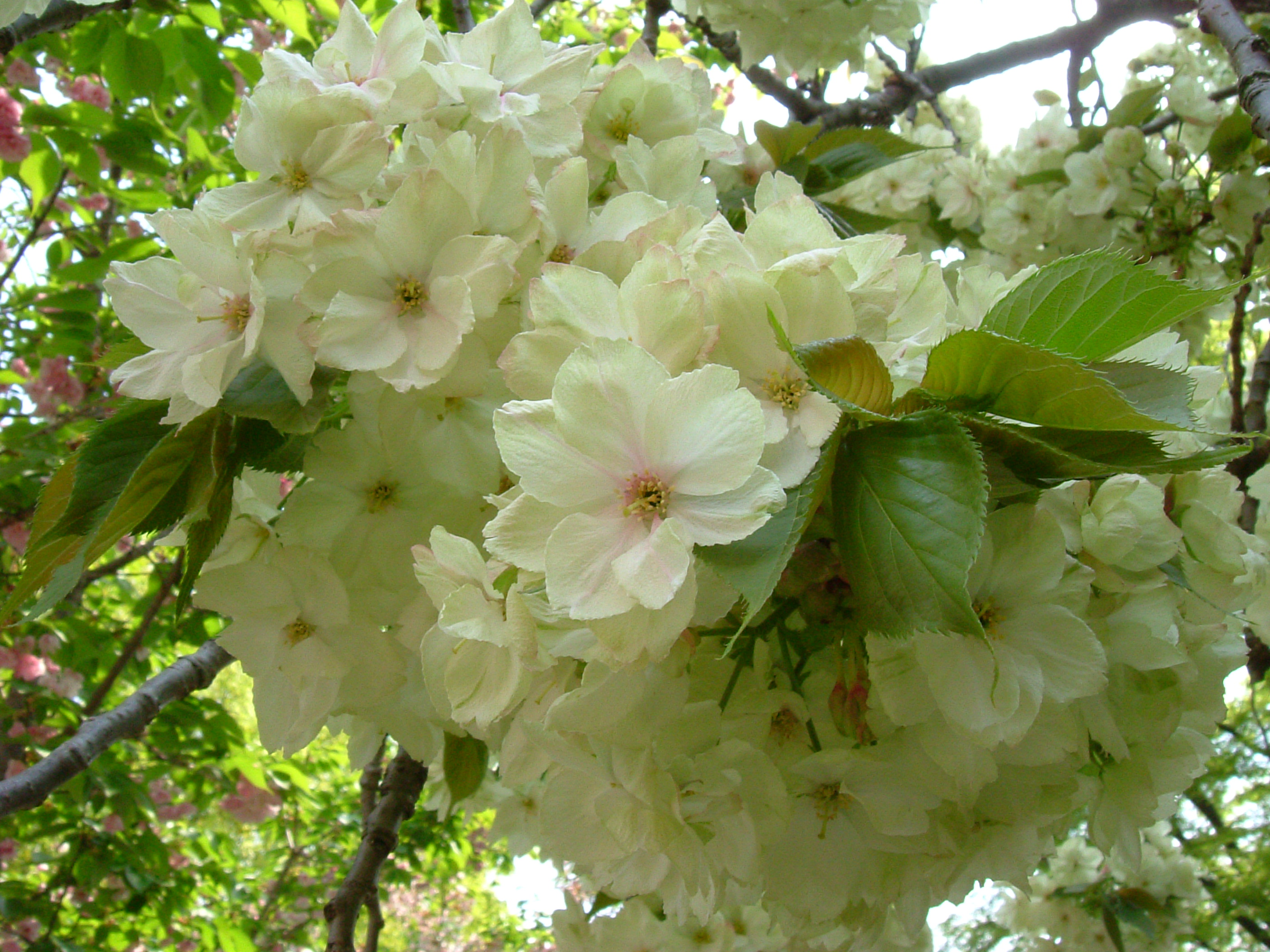
اوکون
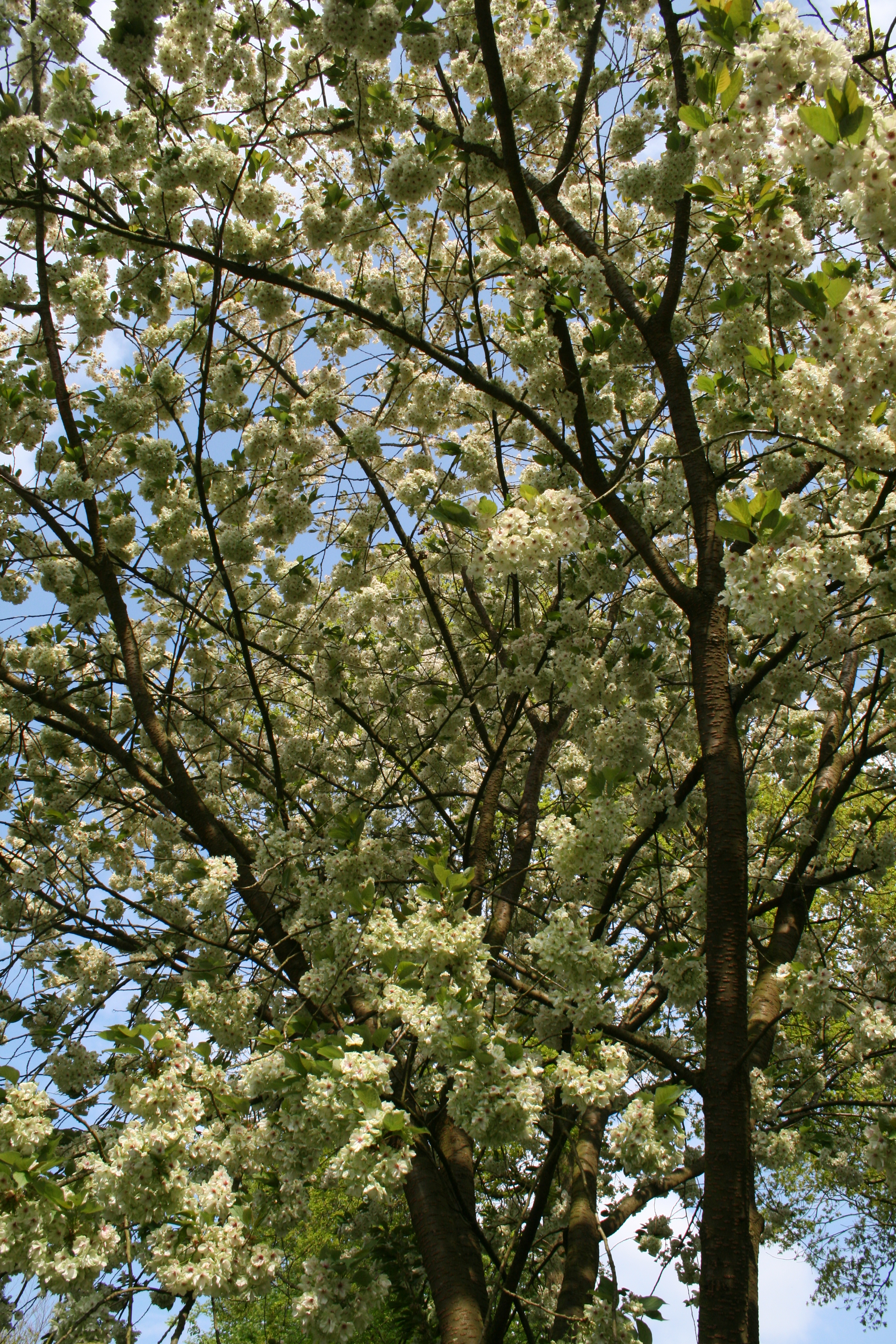
اوکون